# مستعر أعظم مزدوج-عدم الاستقرار

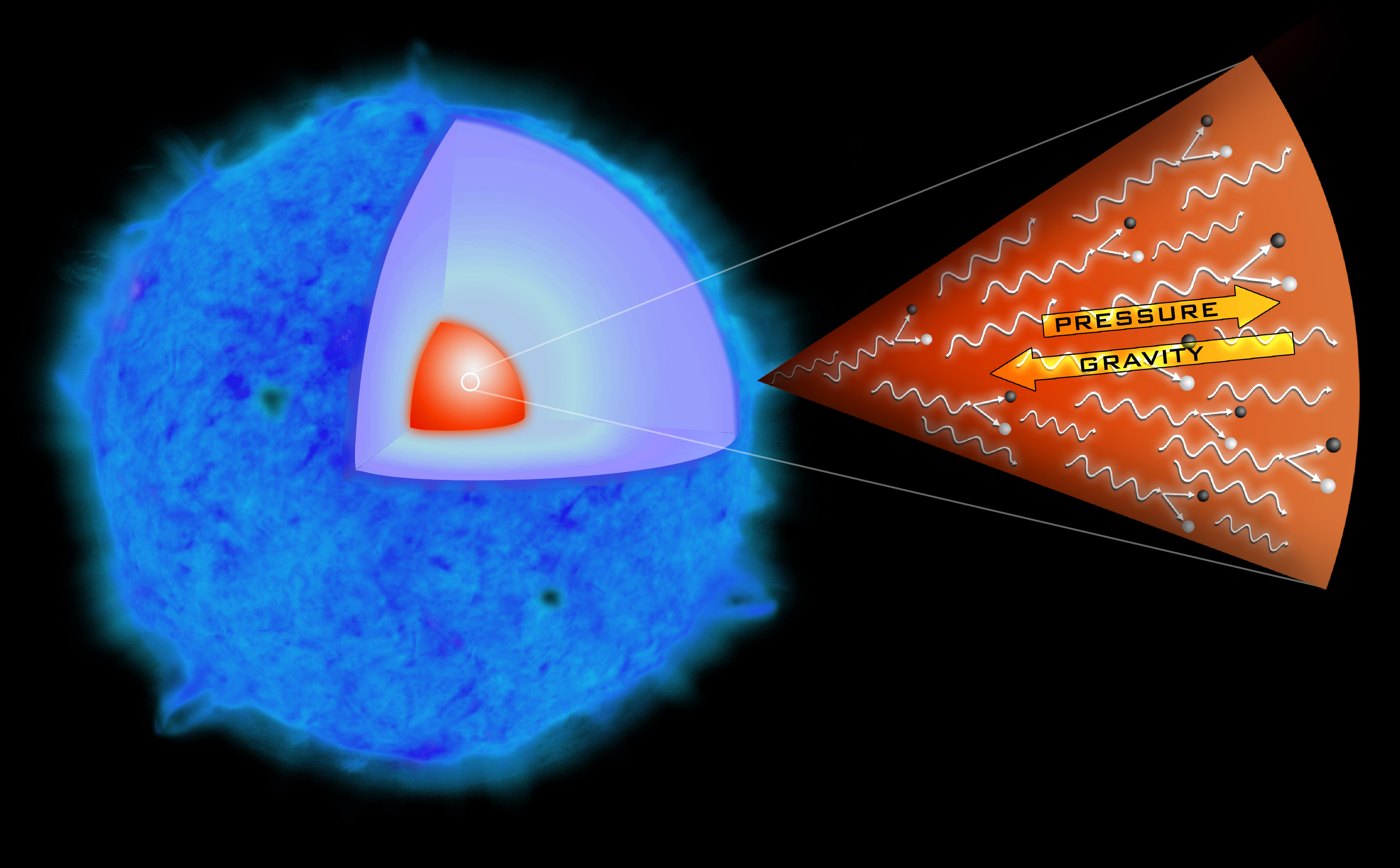
هذا التوضيح يشرح عملية المستعر الأعظم مزدوج-عدم الاستقرار التي يعتقد الفلكيون أنها أدت للانفجار في المستعر الأعظم 2006 جي واي. عندما يكون هناك نجم ضخم للغاية، تصبح أشعة غاما المتولدة في قلبه نشطة للغاية فيكون لها القدرة على توليد أزواج من الجسيمات والجسيمات المضادة. ويتسبب انخفاض الضغط في انهيار النجم جزئيًا بفعل كثافته الضخمة. بعد هذا الانهيار المريع، تحدث تفاعلات حرارية نووية تتسبب في انفجار النجم قاذفًا بقاياه للفضاء.

المستعر الأعظم مزدوج-عدم الاستقرار يحدث عندما يكون هناك إنتاج زوجي، ناتج عن تكون إلكترونات وبوزيترونات حرة عند اصطدام نواة الذرة بأشعة غاما نشطة للغاية، فيقل الضغط الحراري داخل قلب مستعر أعظم فائق. يؤدي هذا الانخفاض في الضغط إلى انهيار جزئي، ثم تتسارع عمليات الاحتراق بسرعة كبيرة فتؤدي إلى انفجار حراري نووي يفجر النجم تمامًا دون أن يخلّف بقايا ثقب أسود خلفه. لا يحدث المستعر الأعظم مزدوج-عدم الاستقرار إلا في النجوم التي يتراوح حجمها بين حوالي 130 إلى 250 كتلة شمسية والمنخفضة إلى متوسطة المعدنية. الأجسام المكتشفة حديثًا مثل م أ 2006 جي واي وم أ 2007 بي آي وم أ 2213-1745 وم أ 1000+0216 من المرجح أنها مستعرات عظمى مزدوجة-عدم الاستقرار.